# Partida estrela-triângulo

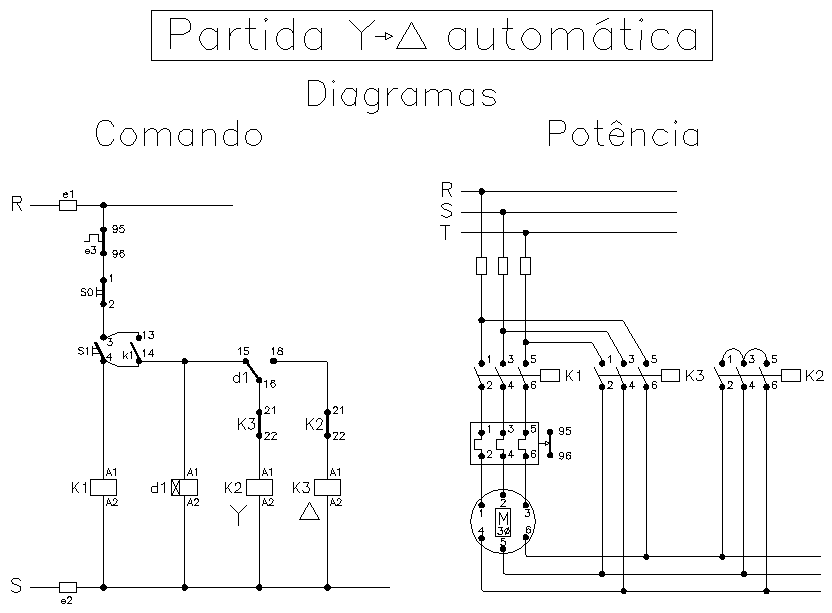
Exemplo: Diagrama de comando e potência para partida Estrela-Triângulo.

A Partida estrela-triângulo é um método de partida de motores elétricos trifásicos, que utiliza uma chave de mesmo nome. Esta chave, que pode ser manual ou automática, é interligada aos enrolamentos do motor, que devem estar acessíveis em 6 terminais.
Neste método o motor parte em configuração estrela que proporciona uma maior impedância e menor tensão nas bobinas diminuindo assim a corrente de partida o que ocasionará uma perda considerável do conjugado (torque) de partida.
Através desta manobra o motor realizará uma partida mais suave, reduzindo sua corrente de partida a aproximadamente 1/3 da que seria se acionado em partida direta.
Como o motor parte em estrela, a corrente que passará por seus terminais em fase equivalerá a If será equivalente a In a corrente de linha da rede, porém com tensão de Vf=Vl/(raiz quadrada de 3).
A Partida Estrela-triângulo não pode ser utilizada em qualquer situação. É necessário que o motor tenha disponível pelo menos seis terminais dos enrolamentos e que a tensão nominal (tensão da concessionária) seja igual à tensão de triângulo do motor.
Um ponto importantíssimo em relação a este tipo de partida de motor elétrico trifásico, é que a comutação para ligação em triângulo só deverá ser feita quando o motor atingir pelos menos noventa por cento da rotação nominal. O ajuste de tempo de mudança estrela-triângulo deverá estar baseado neste fato. O uso de um tacómetro é crucial nesta tarefa na primeira vez que for testar o sistema com carga. A mudança da configuração para triângulo sem que o motor tenha atingido este nível percentual de rotação provocaria pico de corrente praticamente igual ao que teria se usasse partida direta. Se o motor em questão não preencher este requisito devido à carga instalada, é conveniente que seja usado outro tipo de partida, como chave compensadora (Partida compensadora), Soft-starter ou até mesmo um Conversor de frequência nesta função.